# Тимелійка смугаста
Тиме́лійка смугаста (Ptilocichla mindanensis) — вид горобцеподібних птахів родини Pellorneidae. Ендемік Філіппін.

## Опис

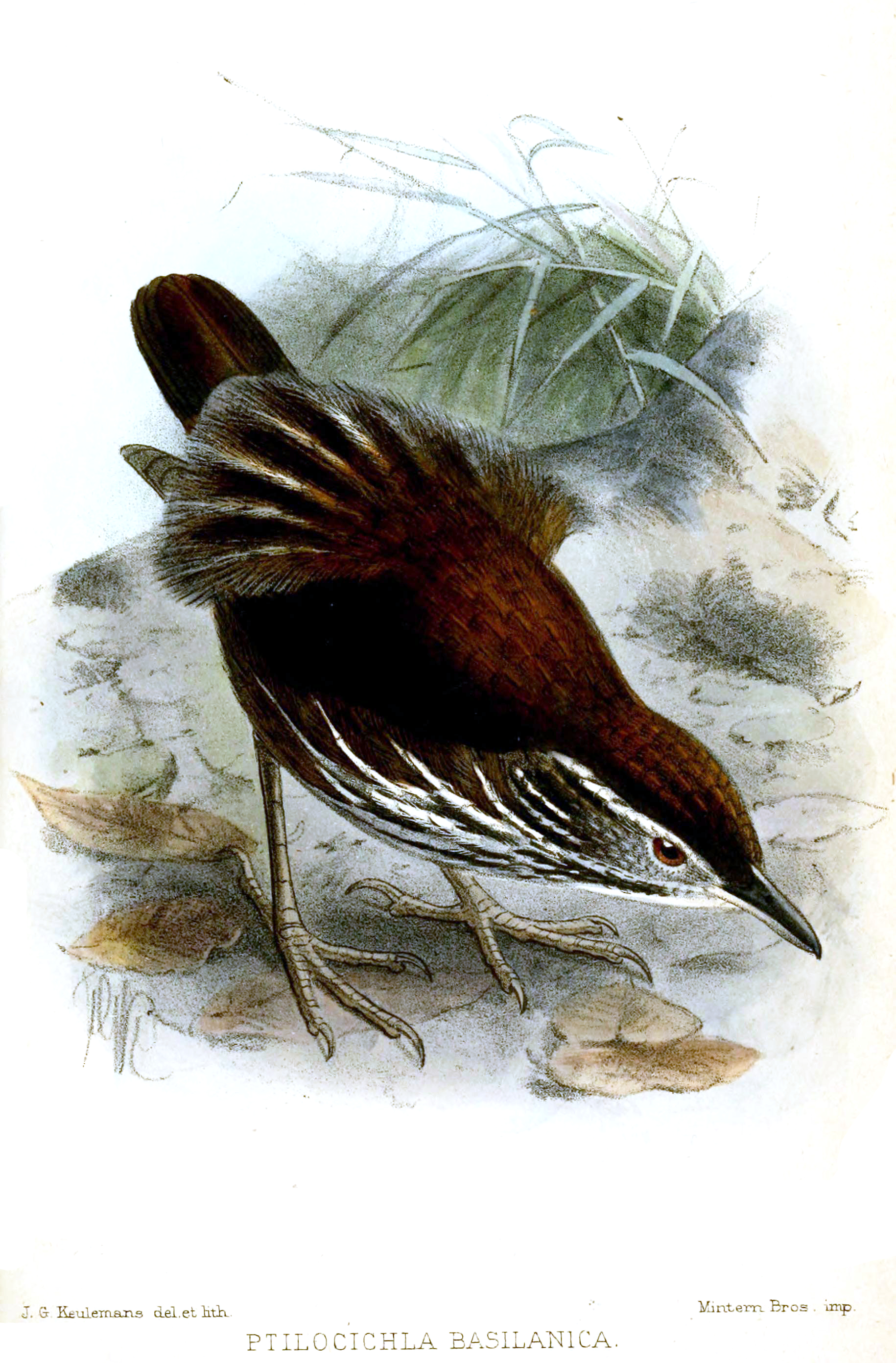
Смугаста тимелійка

Довжина птаха становить 13—14 см. Забарвлення переважно темно-коричневе, горло біле, нижня частина тіла поцяткована білими смужками. Над очима білі «брови», під дзьобом чорні «вуса». Хвіст відносно короткий. Забарвлення тімені, в залежності від підвиду, варіюється від рудувато-коричневого до темно-бурого.

## Підвиди
Виділяють чотири підвиди:
- P. m. minuta Bourns & Worcester, 1894 — острови Лейте і Самар (схід центральних Філіппін);
- P. m. fortichi Rand & Rabor, 1957 — острів Бохоль (схід центральних Філіппін);
- P. m. mindanensis (Blasius, W, 1890) — острів Мінданао (південь Філіппін);
- P. m. basilanica Steere, 1890 — острів Басілан (південний захід Філіппін).

## Поширення і екологія
Смугасті тимелійки живуть у рівнинних і гірських тропічних лісах Філіппін. Зустрічаються поодинці, парами або невеликими зграйками до 4 птахів, переважно на висоті до 1000 м над рівнем моря, на горі Кітанглад на висоті до 1400 м над рівнем моря. Живляться безхребетними, яких шукають в опалому листі. Сезон розмноження триває з серпня по січень.